# Gissigheim
Gissigheim ist ein Ortsteil der Gemeinde Königheim im Main-Tauber-Kreis in Baden-Württemberg.

## Geographie

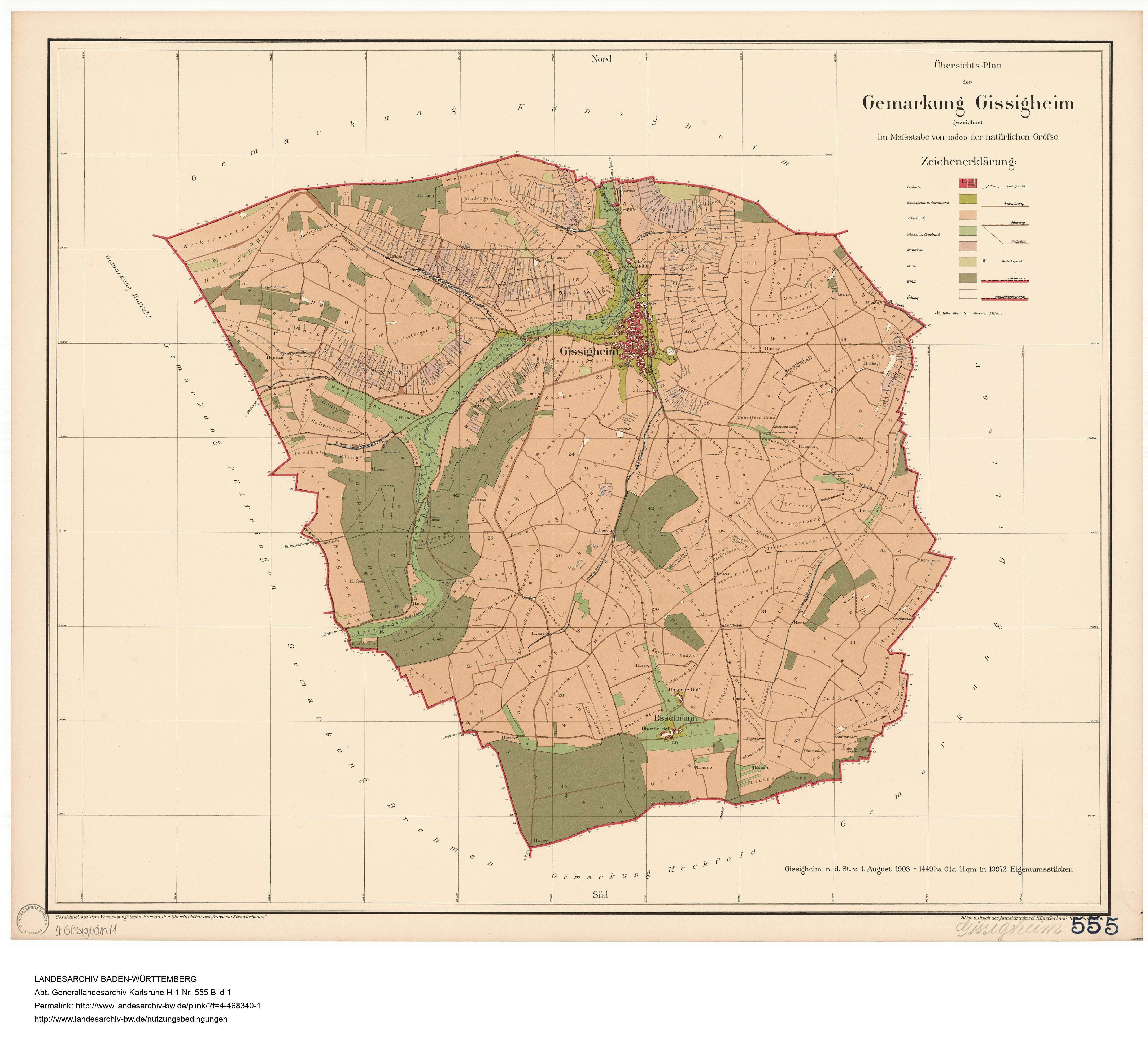
Gemarkung von Gissigheim, 1908

### Geographische Lage
Gissigheim liegt etwa drei Kilometer südwestlich von Königheim im Brehmbachtal. Zur ehemaligen Gemeinde Gissigheim gehören das Dorf Gissigheim (⊙), der Weiler Hof Esselbrunn (⊙), die Badholz-Siedlung (⊙), die Ried-Siedlung (⊙), die Schwarzfeld-Siedlung (⊙) und die Wohnplätze Kettenmühle (⊙), Öl- und Sägmühle (⊙), Schneidmühle (⊙) und Untere Mühle (⊙).

### Schutzgebiete
Auf der Gissigheimer Gemarkung gibt es ein Wasserschutzgebiet: Wasserschutzgebiet Dittwar/Königheim/Gissigheim/Heckfeld/Oberlauda (WSG-Nr. 128208); 5986,90 ha; seit dem 22. Juli 1994. Es ist damit eines der größten Wasserschutzgebiete im Main-Tauber-Kreis.

## Geschichte
Gissigheim wurde vermutlich bereits im 6. Jahrhundert als fränkische Siedlung gegründet, worauf die Namensendung „heim“ schließen lässt. Im Jahre 1013 wurde das Dorf erstmals urkundlich als „Gissinkein“ in einem Grundbuch des Klosters Amorbach, einem Benediktinerkloster, erwähnt. Am 1. Januar 1972 wurde Gissigheim in die Gemeinde Königheim eingegliedert.

## Wappen
siehe Liste der Wappen im Main-Tauber-Kreis

## Bevölkerung

### Einwohnerentwicklung
| Jahr | Gesamt |
| ---- | ------ |
| 1961 | 845    |
| 1970 | 878    |
| 2012 | 698    |

### Religionen

#### Christentum
Die Einwohner des Ortsteils Gissigheim sind überwiegend römisch-katholisch.

#### Jüdische Gemeinde Gissigheim
In Gissigheim bestand eine jüdische Gemeinde vom 16./17. Jahrhundert bis 1894.

## Kultur und Sehenswürdigkeiten

### Museen
Im Speicher des Bettendorfschen Schlosses befindet sich ein Heimatmuseum. Dieses beinhaltet alte Landwirtschaftliche Geräte, sowie alte Gegenstände der Schule, die sich im Schloss befand und vielem mehr.

### Bauwerke und Baudenkmäler

#### Pfarrkirche St. Peter und Paul
In der Ortsmitte von Gissigheim steht die römisch-katholische Pfarrkirche St. Peter und Paul.

#### Bettendorfsches Schloss
Das Bettendorfsche Schloss ist ein im 16. Jahrhundert in Gissigheim erbautes Barockschloss.

#### Schutzengelkapelle
Mit der Schutzengelkapelle steht eine barocke Kapelle in Gissigheim. Die Kapelle wurde im Jahre 1712 durch das Gissigheimer Adelsgeschlecht von Bettendorf als herrschaftliche Gruft erbaut.

### Naherholung
Eine Kneipp-Anlage wurde im Jahre 2009 im Rahmen einer 72-Stunden-Aktion von 27 Jugendlichen des Dorfes am Roßbrunn, einem Platz inmitten von Wald und Wiesen gelegen, errichtet.

### Rad- und Wanderwege
Gissigheim liegt am Brehmbachtalradweg, der über Königheim und Bahnhof Dittwar bis zum Taubertalradweg bei Tauberbischofsheim führt. Der neunte Rundwanderweg im Lieblichen Taubertal (LT9) mit der Bezeichnung Über das Hohe Bild zur Schutzengelkapelle führt von Königheim über Weikerstetten und Gissigheim zur Schutzengelkapelle und zurück. Daneben liegt Gissigheim am Radweg Liebliches Taubertal – der Sportive.

### Regelmäßige Veranstaltungen
- Schutzengelfest, seit 1739 alljährlich am ersten Sonntag im September, veranstaltet durch die Kirchengemeinde St. Peter und Paul[16]

## Wirtschaft und Infrastruktur

### Ansässige Unternehmen
Die Firma Kärcher betreibt in Gissigheim seit 1992 ein Service-Center mit etwa 80 Mitarbeitern. 2022 begann ein Neubau des Service-Centers in Buch am Ahorn, welcher das bisherige Service-Center in Gissigheim ersetzen soll.